# 片山晴平
片山 晴平（かたやま せいへい、1926年3月1日 - 2014年3月14日）は、日本の経営者。近畿車輛社長を務めた。

## 来歴・人物
東京都出身。1947年に東京大学工学部機械工学科を卒業し、同年に日本国有鉄道に入社した。1978年6月に近畿車輛常務に就任し、1983年6月に専務を経て、1984年6月に副社長に就任し、1986年6月には社長に昇格。1992年6月に取締役相談役を経て、1993年6月には相談役に就任。
1997年4月に勲三等瑞宝章を受章した。
2014年3月14日、死去。88歳没。